# MODERN MUSIC
『MODERN MUSIC』（モダーン・ミュージック）は、ムーンライダーズの5枚目のオリジナル・アルバム。1979年10月25日発売。

## 解説
ルイ・マル監督の映画『鬼火』にインスパイアされたという、かしぶち哲郎作の「バック・シート」ならびに鈴木慶一作曲の「鬼火」などにより、アルバム全体が暗く厭世的なムードに覆われている。サウンドは当時のニュー・ウェイヴからの影響を感じさせるソリッドなもの。また、このアルバムからはテクノ・ポップ的なアプローチも取り入れている。当時のパンフレットなどに書かれたキャッチコピーは「オレ達の心、いつもNew Wave!」。

## 制作
鈴木慶一によれば、ニュー・ウェイヴが出てきたこの時期に音楽界の友人がいなくなっていったという。その結果、本作がリリースされた辺りで友人が8½といったニュー・ウェイヴのミュージシャンに変わっていった。また鈴木慶一は「この頃、音楽嫌いになっていた時期。というか、自殺の歌が多いんだ。自己嫌悪に陥っている。30を前にして、嫌な予感がしてるわけね。自己を完結しようという。これになるとサウンドもニュー・ウェイブに接近してくる。ポップスだね。ポップスっていうのは、定義をいうと、時代の流れとか世の中の動きとか、その時々の様々なものがうまく反映されていて、しかもこっち方が変わったりするくらいの力を持ったもの。だから音楽だけじゃなくて、その時観た映画とか、いろんな要素が入り込んでくるわけ。例えば、この頃ヴィデオが普及しだせば『ヴィデオ・ボーイ』が出来る。曲は割と民主主義的に決めたんだ。○×式で点数の多い曲から入れていく。このアルバムぐらいから、また僕ががんばりだしたのね。その時々に感覚の盛り上がっている人がメインに躍り出るわけね」とインタビューで答えている。さらに「アルバムで核になる曲が出来ると、それからイメージがどんどん広がっていくんだよね。このアルバムだったら『バック・シート』がそうなの。これは良い曲だって、広がっていったね」とも答えている。

## 収録曲
全編曲：ムーンライダーズ

### SIDE A
1. ヴィデオ・ボーイ
作詞・作曲：鈴木慶一
2. グルーピーに気をつけろ
作詞：鈴木博文　作曲：岡田徹
3. 別れのナイフ
作詞・作曲：橿渕哲郎
4. ディスコ・ボーイ
作詞：鈴木博文　作曲：白井良明
5. ヴァージニティ
作詞・作曲：鈴木慶一

### SIDE B
1. モダーン・ラヴァーズ
作詞：鈴木博文　作曲：岡田徹・鈴木博文
2. バック・シート
作詞・作曲：橿渕哲郎
3. バーレスク
作詞・作曲：橿渕哲郎
4. 鬼火
原案：松山猛　作詞：佐藤奈々子・鈴木慶一　作曲：鈴木慶一